# Max Kommerell
Max Kommerell (Münsingen, 25 febbraio 1902 – Marburgo, 25 luglio 1944) è stato uno storico, scrittore, insegnante e traduttore tedesco.

## Biografia
Settimo e ultimo figlio di un ufficiale medico, Eugen Kommerell, e di sua moglie, Julie Kleinmann, studiò dopo la prima guerra mondiale con Friedrich Gundolf e Friedrich Wolters, unendosi al circolo letterario di Stefan George, da cui si distaccò nel 1930, pur continuando a seguirne le idee e a promuovere una funzione etica della poesia. Lo stesso anno iniziò a insegnare all'Università di Francoforte (con una importante lezione inaugurale su Hugo von Hofmannsthal).
Divenne amico di Walter Friedrich Otto (di cui sposò la figlia) e Karl Reinhardt, passò poi all'università di Bonn e dal 1941 all'università di Marburgo (dove tenne la cattedra di filologia germanica fino alla morte), ma il suo rapporto con le istituzioni non fu sempre facile, e perse più volte l'incarico.
Dopo il divorzio nel 1936 da Eva Otto (con cui ebbe una figlia, Gisela), sposò in seconde nozze Erika Franck (da cui ebbe una seconda figlia, Yvonne), ma due anni dopo il matrimonio morì a causa di un'infezione da epatite.
Fu in stretto contatto scientifico con il teologo Rudolf Bultmann, i filosofi Martin Heidegger e Hans-Georg Gadamer, l'indologo Heinrich Zimmer e, più brevemente, con il filologo Ernst Curtius.
Si occupò di Hölderlin, Jean Paul, Goethe, Schiller, Klopstock, Kleist e Hofmannsthal con monografie e studi critici; tradusse Michelangelo e Calderón. Tra i saggi che ha lasciato vanno ricordati inoltre: Jean Paul Verhältnis zu Rousseau (1925), Der Dichter als Führer in der deutschen Klassik (1928), Lessing und Aristoteles (1940), Geist und Buchstabe der Dichtung (1940) e Gedanken über Gedichte (1943).
Scrisse anche poesie, in raccolte quali Leichte Lieder (1931), Das letzte Lied (1933), Mein Anteil (1938), Terzinen der Nacht (1941), Die Lebenszeiten (1942); un dramma Die Gefangenen (1942, proibito dalla censura, poi pubblicato nel 1948); il romanzo Der Lampenschirm aus den drei Taschentüchern (1940) e diverse novelle, tra cui Hieronyma (uscita postuma nel 1954).
Le sue lettere (tra le quali alcune con Heidegger a proposito di Hölderlin), sono state raccolte nel 1967 a cura di Inge Jens, mentre nel 2011 è uscita una sua biografia scritta da Christian Weber.

## Opere
- Jean Pauls Verhältnis zu Rousseau, Marburg 1924
- Der Dichter als Führer in der deutschen Klassik. Klopstock - Herder - Goethe - Schiller - Jean Paul - Hölderlin, Berlin 1928, Frankfurt am Main 1982
- Gespräche aus der Zeit der deutschen Wiedergeburt, Berlin 1929
- Hugo von Hofmannsthal: eine Rede, Frankfurt am Main 1930
- Jugend ohne Goethe, Frankfurt am Main 1931
- Leichte Lieder, Frankfurt am Main 1931 (poesie)
- Michelangelo, Frankfurt am Main 1931 (con traduzioni)
- Jean Paul, Frankfurt am Main 1933, 1977
- Das letzte Lied, Frankfurt am Main 1933 (poesie)
- Schiller als Gestalter des handelnden Menschen, Frankfurt am Main 1934.
- Schiller als Psychologe, 1934-35
- Dichterisches Tagebuch, Frankfurt am Main 1935
- Das Volkslied und das deutsche Lied, Frankfurt am Main 1936
- Mein Anteil, Berlin 1938 (poesie)
- Der Lampenschirm aus den drei Taschentüchern, Berlin 1940
- Lessing und Aristoteles: Untersuchung uber die Theorie der Tragodie, Frankfurt am Main 1940, 1984
- Geist und Buchstabe der Dichtung. Goethe - Schiller - Kleist - Hölderlin, Frankfurt am Main 1940, 2009
- Die Lebenszeiten, Berlin 1941 (poesie)
- Gedanken über Gedichte, Frankfurt am Main 1943, 1985
- Mit gleichsam chinesischem Pinsel, Frankfurt am Main 1946 (poesie)
- Etwas über die Kunst Calderons, Frankfurt am Main 1946 (con traduzioni)
- Das Leben ist Traum - Die Tochter der Luft, Frankfurt am Main 1946 (traduzioni)
- Die Gefangenen. Trauerspiel in fünf Akten, Frankfurt am Main 1948 (teatro)
- Kasperle-Spiele für große Leute, Krefeld 1948; a cura di Joachim W. Storck, Göttingen 2002
- Briefe und Aufzeichnungen 1919-1944, a cura di Inge Jens, Freiburg 1967
- Essays, Notizen, poetische Fragmente, a cura di Inge Jens, Freiburg 1969

## Opere in italiano
- Il poeta e l'indicibile. Saggi di letteratura tedesca, trad. Gino Giometti, prefazione di Giorgio Agamben, Genova: Marietti, 1991
- il poeta e l'indicibile. Saggi di letteratura tedesca, con aggiunta Riflessione sulla Commedia dell'arte, trad. Gino Giometti, a cura e con una prefazione di Giorgio Agamben, Macerata, Giometti & Antonello, 2020